# Kaiseraugst

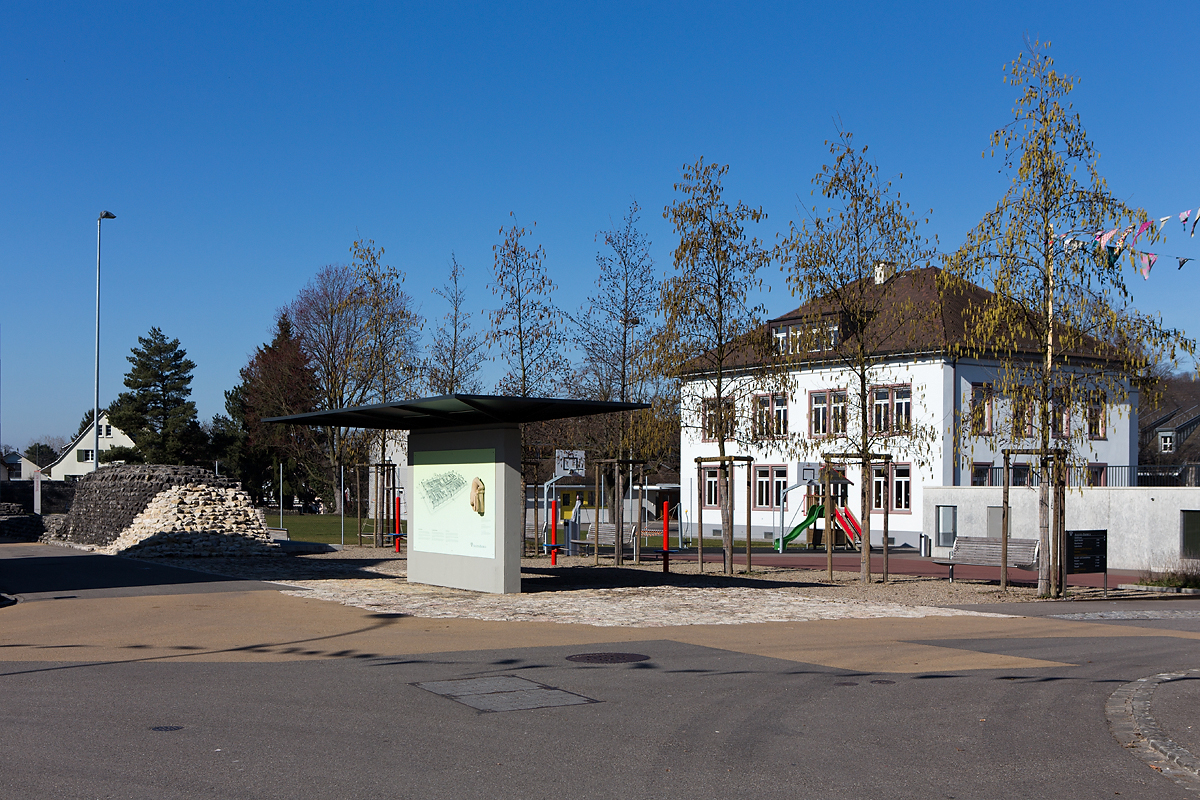
Centrum i Kaiseraugst.

Kaiseraugst (schweizertyska: Chäiseraugscht) är en ort och kommun vid Rhen i distriktet Rheinfelden i kantonen Aargau, Schweiz. Kommunen har 5 544 invånare (2023).